# Корк, Аня Сан
Аня Сан Корк (англ. Anya Sun Corke; род. 12 сентября 1990, Калифорния) — английская и гонконская шахматистка, гроссмейстер (2004) среди женщин.
В составе мужской сборной Конгонга участница трёх Олимпиад (2004—2008). В составе сборной Англии участница Олимпиады (2012) в Стамбуле и 10-го командного чемпионата Европы (2013) в Варшаве.

## Изменения рейтинга
| Графики недоступны из-за технических проблем. См. информацию на Фабрикаторе и на mediawiki.org. |